# Pay-Radio
Der Begriff Pay-Radio bezeichnet private Hörfunksender, für deren Empfang zusätzliche Kosten entstehen (unabhängig von den in Deutschland vorgeschriebenen Rundfunkgebühren). Gegen Bezahlung kann der Kunde für die Dauer eines Abonnements oder pro Sendung („auf Abruf“) ein oder mehrere Programme eines Anbieters empfangen.
Die weiteren Details entsprechen weitestgehend dem Pay-TV, das in der Regel von denselben Anbietern vertrieben wird. Zu den bekannten Anbietern von Pay-Radio gehören der Medienkonzern Premiere und Sirius Satellite Radio.